# Supercopa de Portugal d'hoquei sobre patins femenina
La Supercopa de Portugal d'hoquei sobre patins femenina (en portuguès: Supertaça de Portugal) és una competició esportiva de clubs portuguesos d'hoquei patins, creada l'any 1993, organitzada per la Federació Portuguesa de Patinatge. Se celebra anualment a principi de la temporada entre els guanyadors de la Lliga i la Copa de la temporada anterior. En cas que un equip hagi guanyat ambdós títols, aquest juga la Supercopa contra el finalista de la Copa.

## Palmarès
| Edició | Any     | Data       | Guanyador           | Resultat | Finalista          | Seu                           | refs  |
| ------ | ------- | ---------- | ------------------- | -------- | ------------------ | ----------------------------- | ----- |
|        | 1993    |            | VB Bispo            |          | CD Nortecoope      |                               |       |
|        | 1995    |            | CD Nortecoope       |          | AA Amadora         |                               |       |
|        | 1996    |            | AA Amadora          |          | CH Carvalhos       |                               |       |
|        | 1997    |            | HC Sintra           |          | AA Amadora         |                               |       |
|        | 1998    |            | CH Carvalhos        |          | CD Nortecoope      |                               |       |
|        | 1999    |            | HC Sintra           |          | AA Amadora         |                               |       |
|        | 2000    |            | CD Nortecoope       |          | ACR Gulpilhares    |                               |       |
|        | 2001    |            | CD Nortecoope       |          | ACR Gulpilhares    |                               |       |
|        | 2002    |            | CD Nortecoope       |          | HC Mealhada        |                               |       |
|        | 2003    |            | CD Nortecoope       |          | HC Mealhada        |                               |       |
|        | 2004    |            | CD Nortecoope       |          | AF Arazede         |                               |       |
|        | 2005    |            | ACR Gulpilhares     |          | CD Nortecoope      |                               |       |
|        | 2006    |            | Fundação Nortecoope |          | HC Mealhada        |                               |       |
|        | 2007    |            | Fundação Nortecoope |          | Ext. São Filipe    |                               |       |
|        | 2008    |            | Fundação Nortecoope |          | HC Mealhada        |                               |       |
|        | 2009    |            | Fundação Nortecoope |          | HC Mealhada        |                               |       |
|        | 2010    |            | HC Turquel          |          | GDR "Os Lobinhos"  |                               |       |
|        | 2011    |            | GDR "Os Lobinhos"   |          | HC Turquel         |                               |       |
|        | 2012    |            | HC Turquel          |          | GDR "Os Lobinhos"  |                               |       |
|        | 2013    |            | SL Benfica (1)      |          | AD Sanjoanense     |                               |       |
|        | 2014    |            | SL Benfica (2)      |          | AD Sanjoanense     |                               |       |
|        | 2015    |            | SL Benfica (3)      |          | A Académica C      |                               |       |
|        | 2016    |            | SL Benfica (4)      |          | A Académica C      |                               |       |
|        | 2017    |            | SL Benfica (5)      |          | Stuart HC Massamá  |                               |       |
|        | 2018    |            | SL Benfica (6)      |          | CH Carvalhos       |                               |       |
|        | 2019-20 |            | SL Benfica (7)      |          | CACO               |                               |       |
|        |         |            |                     |          |                    |                               |       |
|        | 2021-22 |            | SL Benfica (8)      |          | CACO               |                               |       |
|        | 2022-23 | 17-09-2022 | SL Benfica (9)      | 6-2      | Sporting CP        | Vila Franca de Xira           | [ 1 ] |
|        | 2023-24 | 15-10-2023 | SL Benfica (10)     | 10-1     | Académico da Feira | Pavilhão do Turquel, Alcobaça | [ 2 ] |